# Meelfabriek (Leiden)
De Meelfabriek is een industrieel complex bestaande uit tien rijksmonumenten en vier nieuwbouwpanden in aanbouw op de hoek van de Oosterkerkstraat en de Zijlsingel in de Nederlandse stad Leiden. Tot 1988 was op het terrein NV Meelfabrieken 'De Sleutels' v/h De Koster & CO. gevestigd. Deze meelfabriek was in de periode na de Tweede Wereldoorlog een van de grootste van Nederland.
De toekomst van het complex was na de sluiting van de meelfabriek in 1988 lange tijd onzeker. In 2000 werd het complex op de monumentenlijst geplaatst. In 2002 kreeg de Zwitserse architect Peter Zumthor de opdracht voor het eerste ontwerp van het masterplan. Zijn studie besteedde bijzondere aandacht aan het behoud van de constructieve elementen, volgens het principe ‘back to the bones’.
Begin 2015 is Studio Akkerhuis aangesteld als de architect van het Meelfabriek-complex. Zij is verantwoordelijk voor het volledige ontwerp en de uitwerking van de verschillende gebouwen. Na goedkeuring door de Leidse gemeenteraad is in 2016 gestart met de eerste fase (het westelijk deel van het terrein). In 2023 is dit deel voltooid en toegankelijk. Het tweede deel (oostelijke) deel is afgeschermd tot de bouw afgerond is. Na voltooiing zal het complex voorzien in woonruimte, horeca, ruimte voor kantoor, sport, winkels, kunst en cultuur.

## Geschiedenis
De oorsprong van de meelfabriek is verbonden met twee personen. De eerste is Adriaan Jacobus Koole, eigenaar van korenmolen De Oranjeboom, die in 1883 het terrein verwierf, een voormalig bastion aan de oostkant van het centrum van Leiden. In 1884 ging hij een vennootschap aan met Arie de Koster sr., handelaar in granen, zaden en meel. Samen zetten zij een voor die tijd uiterst moderne fabriek neer. Koole overleed in 1886, waarna de fabriek verderging onder de naam 'De Koster'.

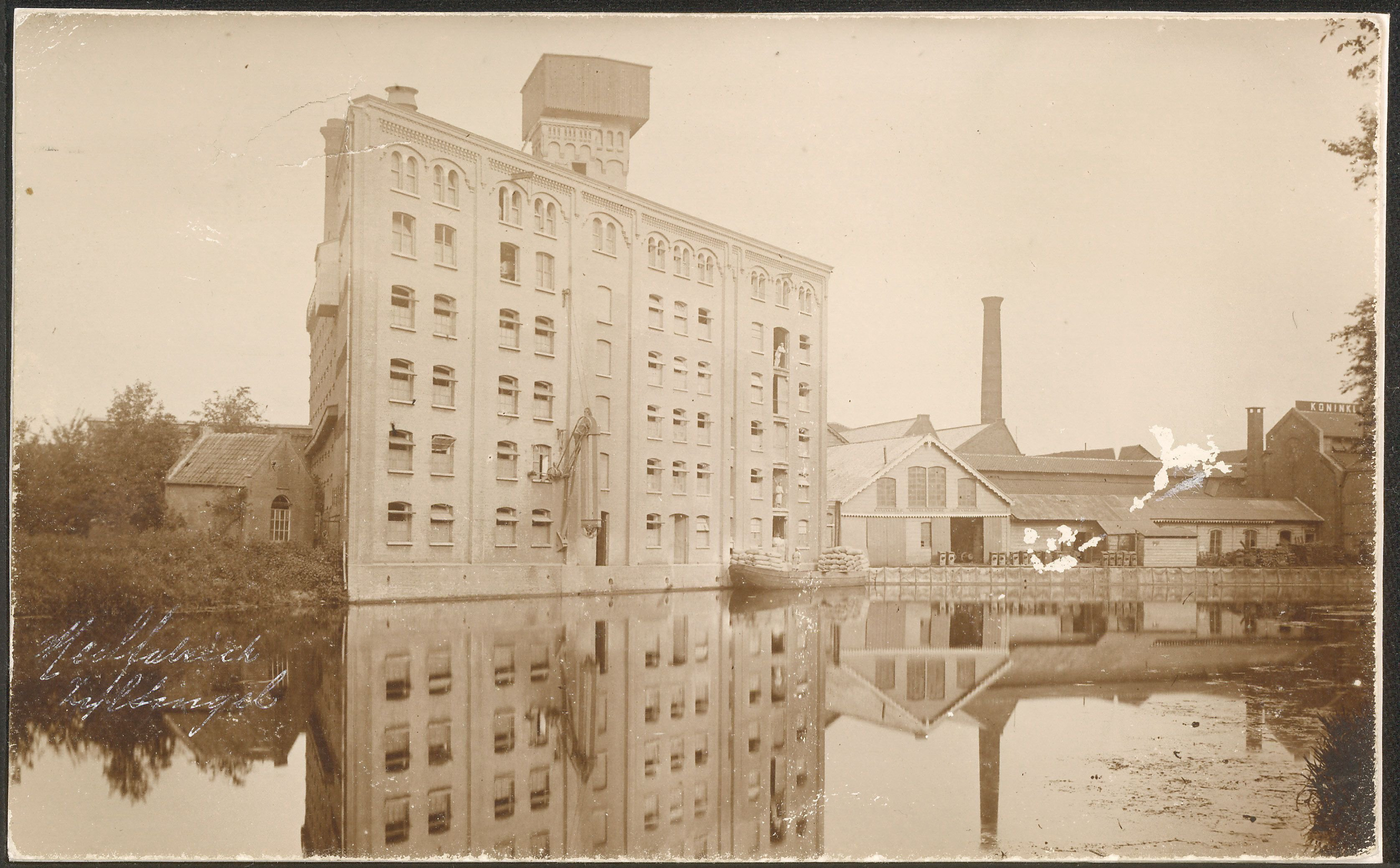
De gevel van de Meelfabriek aan de Zijlsingel (1860)

In 1928 onderging de meelfabriek een volgende naamswijziging: "NV Meelfabrieken 'De Sleutels', v/h De Koster & CO." (kortweg: "De Sleutels"). Tussen 1928 en 1947 werden onder meer een molengebouw, een meelpakhuis, een schoonmakerij, twee nieuwe silogebouwen, een dienstwoning en een kantoor-laboratorium gebouwd. Na de Tweede Wereldoorlog maakte De Sleutels onder leiding van de latere politicus Hans de Koster een periode van grote bloei door. Eind jaren vijftig van de 20e eeuw voorzag de fabriek in de behoefte aan meel van naar schatting twintig procent van de Nederlandse bevolking.
De start, van wat later Meelfabriek De Sleutels werd, betekende een belangrijke ontwikkeling voor de voedselvoorziening in Nederland. Die was nodig omdat de bevolking zich sterk uitbreidde en steeds meer mensen naar de steden trokken omdat daar werk te vinden was. In tegenstelling tot de her en der door het land verspreide meelmolens die geheel afhankelijk waren van de wind, werkte de meelfabriek aanvankelijk op stoomkracht, later op elektriciteit waardoor een belangrijke schaalvergroting van de productie mogelijk was. Dit paste geheel bij de trend van die tijd, waarbij steeds meer (landbouw)processen gemechaniseerd werden. In de jaren 20 en 30 van de twintigste eeuw werd de maaltechnologie vooral uit Duitsland betrokken. Er kwam een moderne maalinstallatie van de bekende fabrikant MIAG in Braunschweig en een Duitse "Mühlenmeister" was verantwoordelijk voor de productie. Een dochter van deze Duitser, mej. Erna Hub, zou later tientallen jaren (ook tijdens de bezetting) als directiesecretaresse bij De Sleutels werkzaam zijn.
Na de bevrijding heeft Hans de Koster de wederopbouw van De Sleutels ter hand genomen. Vader Arie, inmiddels de 70 gepasseerd, deed op de achtergrond nog steeds mee. Door zijn contacten met de geallieerden wist De Koster grondstoffen voor de fabriek te bemachtigen en de benodigde voorrang bij de energievoorziening te bewerkstelligen, zodat De Sleutels spoedig weer in bedrijf kon. Zodra de bezettingsmachten in Duitsland de zaken enigszins op orde hadden, konden bij MIAG de nodige reservedelen voor de molens worden besteld -en betaald (het deviezenverkeer was in die tijd aan streng toezicht onderworpen). In de loop van de jaren 50 werd de maalcapaciteit van De Sleutels meer dan verdubbeld door de investering in een tweede, volledig nieuwe molen, afkomstig van de Zwitserse fabrikant Bühler. In die periode werden ook de eerste elevatoren in gebruik genomen, waarmee de tarwe uit de schepen kon worden opgezogen en naar het nieuwe, grote silogebouw gepompt. De afvoer van gereed product ging aanvankelijk nog steeds in meelzakken die op vrachtwagens werden geladen. Begin jaren 60 werd de eerste laadinrichting voor silowagens in gebruik genomen. Het met behulp van sleepbootjes door de Zijlsingel manoeuvreren van de met tarwe geladen lichters werd steeds moeilijker, omdat de schepen alsmaar groter werden.
In 1964 werd De Sleutels overgenomen door het Rotterdamse bedrijf Meneba. Hans de Koster bleef nog aan als directeur tot 1967. Meneba heeft de Leidse meelfabriek in 1988 vanwege overcapaciteit gesloten.

## Complex

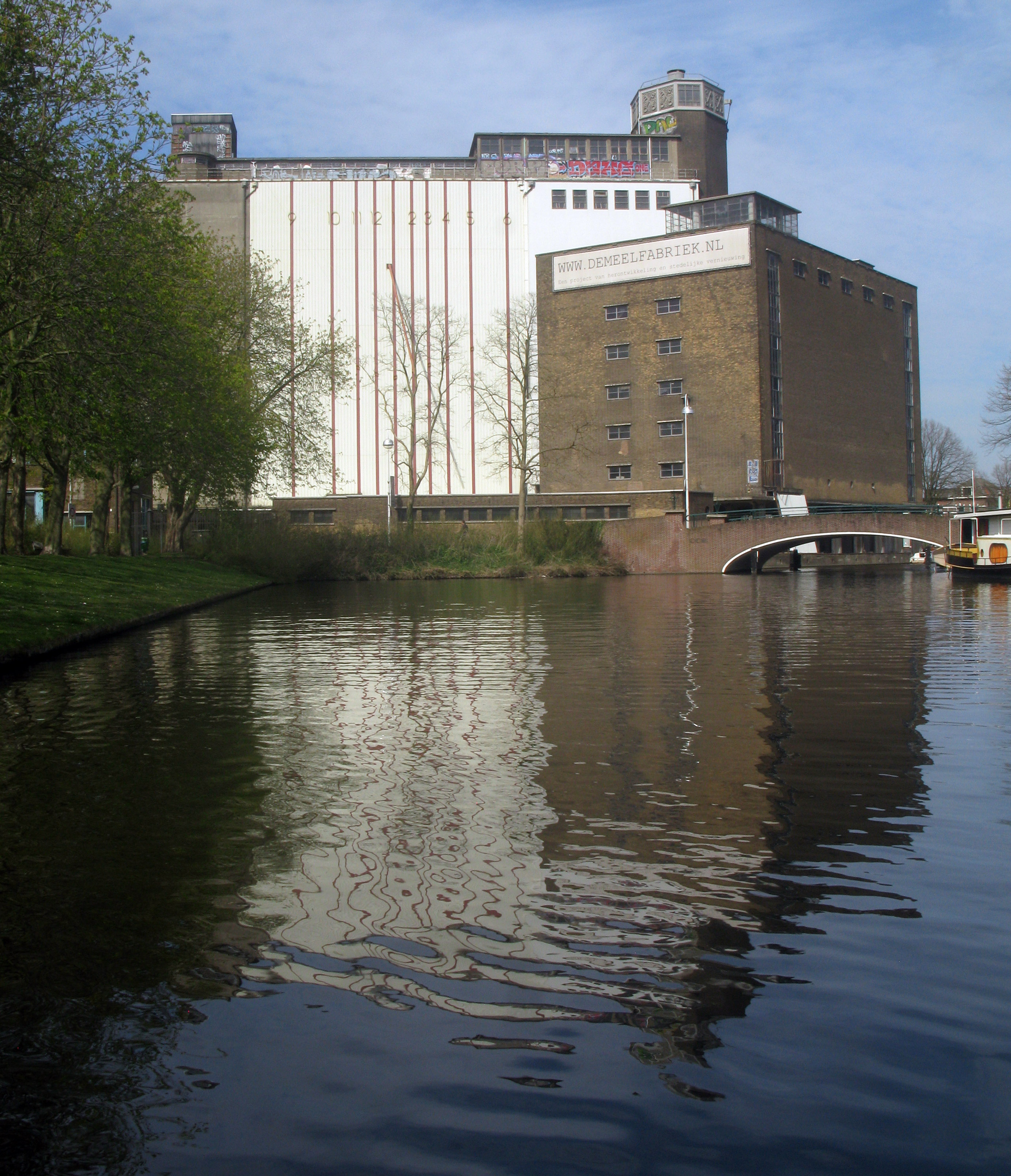
Noordzijde in 2013

Het complex bestond uit dertien gebouwen, waaronder een ketelhuis, silo's, gebouwen voor meelbewerking, een pakhuis en een kantoor met dienstwoning en fietsenstalling. De meeste gebouwen zijn ontworpen door architecten van het Leidse Bureau Mulder in een eclectische, functionalistische en zakelijk-expressionistische stijl.
Meerdere branden, in 1891 en 1901, verwoestten de oudste gebouwen van het complex. Het oudste gebouw dat er nu nog staat, is het ketelhuis uit 1894. Dit gebouw heeft - net als een graansilo uit 1904 - een constructie van gewapend beton in combinatie met een ijzeren skelet. Deze constructiemethode was in die tijd net nieuw. Het ketelhuis van W.C. Mulder is mogelijk het vroegste voorbeeld in Nederland van een gebouw met een dergelijke constructie.
Tien van de dertien gebouwen van het complex zijn erkend als rijksmonument. De overige drie gebouwen waren te jong om op de monumentenlijst geplaatst te worden. Hiertoe behoorde ook een silo van dertien verdiepingen uit 1955. Deze is inmiddels gesloopt, evenals de twee ander gebouwen die geen rijksmonument zijn: de silo uit 1960 en een magazijn annex werkplaatsengebouw uit 1978. De reliëfs van de Leidse sleutels zijn bewaard voor hergebruik.

## Herontwikkeling

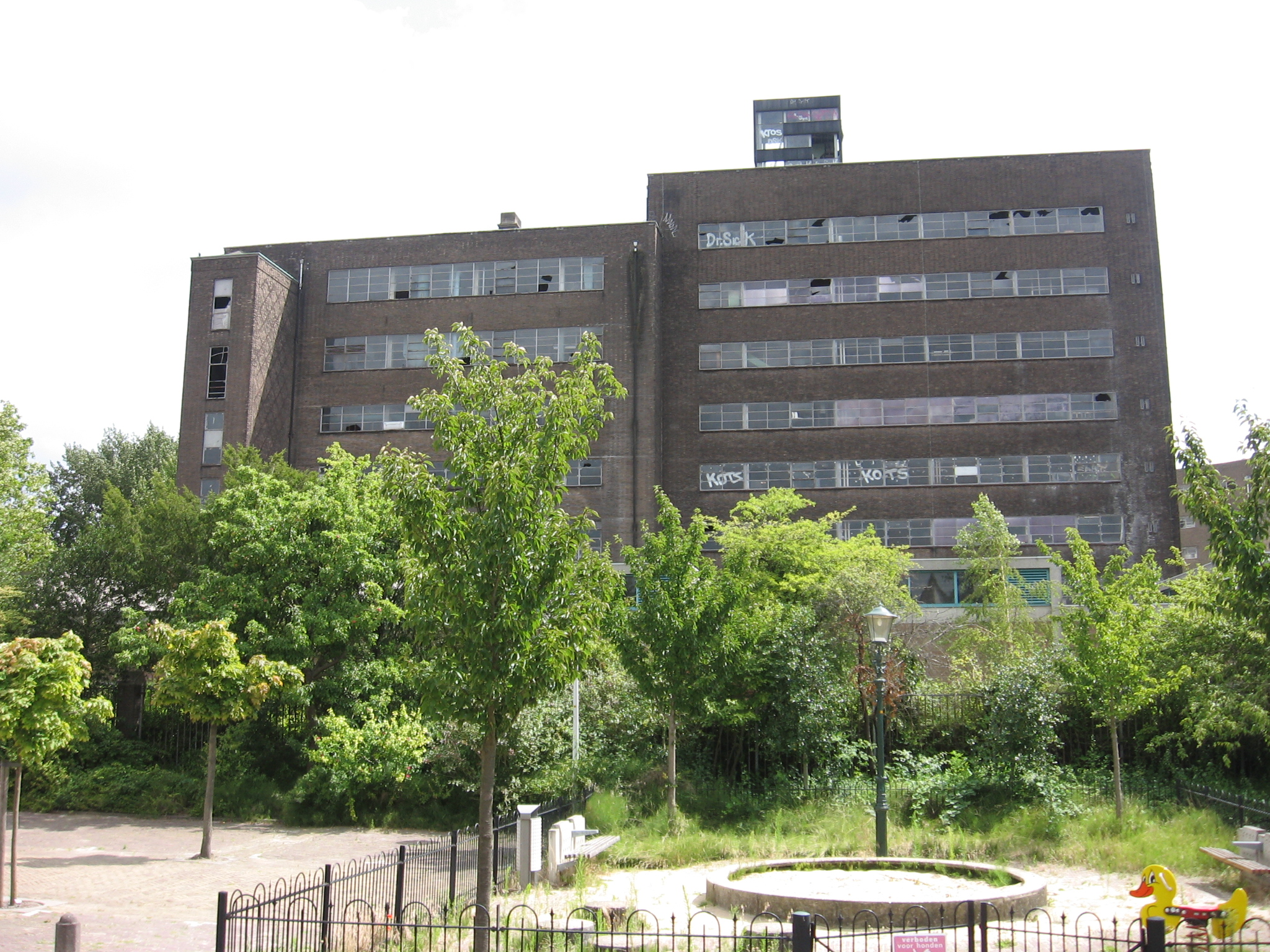
Zijaanzicht vanuit de wijk in 2009

Na sluiting van de meelfabriek in 1988 lagen het terrein en de gebouwen erop er grotendeels ongebruikt bij. Meneba gebruikte het vooral als opslagplaats voor graan. Wat er uiteindelijk met de gebouwen op het terrein van De Sleutels moest gebeuren, was lange tijd onzeker. Het complex verdeelde de Leidse bevolking: een groot deel van de bevolking was voor volledige sloop, een ongeveer even groot deel was voor al dan niet gedeeltelijk hergebruik. Groot voorstander ván behoud was de  Stichting Industrieel Erfgoed Leiden (STIEL), die een belangrijk factor was in het uiteindelijk behoud.
In 1996 werd een sloopaanvraag van Meneba afgewezen. De discussie over een bestemming voor het terrein duurde voort. Door interventie van STIEL, die staatssecretaris van der Ploeg wisten in te schakelen als bemiddelaar voor het erfgoed, kreeg de meelfabriek in 2000 de erkenning als rijksmonument. Dit vormde een extra impuls voor hergebruik in plaats van sloop. In 2001 stelde de gemeente Leiden een aantal stedenbouwkundige eisen op. Zo moest het terrein opener en groener worden, met een groene verbinding tussen het Anker- en het Katoenpark, respectievelijk ten noorden en ten zuiden van het fabrieksterrein. Bovendien moest het water bereikbaar worden.
De nieuwe eigenaar van het terrein, Meelhattan bv, trok de Zwitserse architect Peter Zumthor in 2002 aan voor de herontwikkeling van de Meelfabriek. In zijn ontwerp ging Zumthor zo veel mogelijk uit van de industriële structuren van de meelfabriek, terwijl façades werden gesloopt. Zijn concept ‘Back to the bones’ was leidend, hierbij ligt de focus de kern van het monument, wat behouden dient te worden, de overige delen komen in aanmerking voor aanpassing dan wel sloop t.b.v. bredere mogelijkheden voor toekomstig gebruik en daarmee ook de haalbaarheid van het behoud op langere termijn van de belangrijke monumentale elementen. In 2015 werd er een masterplan opgesteld om een nieuwe buurt te creëren met verbinding van de historische locatie met de omgang en meer oog voor de monumentale panden. Het complex wordt een buurt voor wonen, werken en recreëren met studentenwoningen, luxe appartementen, ruimte voor winkels, horeca, kunst en wellness en een hotel van 125 kamers met rooftop. Na transformatie en uitbreidingen zal het complex circa 67.000m2 behelzen.
Voor het landschapsontwerp is de samenwerking gezocht met LOLA landscape architects (LOLA). Het beplantingsplan is een ontwerp van Piet Oudolf.  LOLA ontwierp de plattegrond met de tuin als centrale dwaalplek, omkadert als ware een schilderij. In dit schilderij slingeren paden naar rustplekken die omgeven worden door de kenmerkende beplanting van Piet Oudolf. De seizoensdynamiek wordt optimaal benut; elk seizoen onthult de schoonheid van nieuwe kleuren en vormen. Het Plein wordt het levendige middelpunt van De Meelfabriek. Als pendant van de tuin, krijgt het plein een eigen schilderij, maar dan in het straatwerk. Het Meelfabriek-terrein maakt deel uit van het Singelpark, een park van 6,5 kilometer waarvoor LOLA het masterplan heeft geleverd.
De transformatie van het complex is onder te verdelen in 12 deelprojecten, verdeeld over 1e en 2e fase. Fase 1: Directiekantoor, Duwo-complex, Molengebouw-Riffellokaal, Parkeergarage, Singeltoren, Meelfabriek Tuin. Fase 2: Meelpakhuis, Silotoren, Silogebouwen, Schoonmakerij, Ketelhuis, Poortgebouw. De 1e fase is in 2023 afgerond, de 2e fase is in 2022 gestart. 

## Kunst
Op de zijkant van een van de (inmiddels gesloopte) gebouwen, aan de kant van de Zijlsingel, werd in 1992 een muurschildering van 17 bij 21 meter aangebracht: 'Hier zijn de Twee Kwadraten'. Deze gezichtsbepalende afbeelding is een fragment uit het beeldverhaal 'Over 2 vierkanten' van El Lissitzky. Het is een eerbetoon aan de kunstbeweging De Stijl, die in Leiden werd opgericht. Initiatiefnemers van het kunstwerk zijn Ben Walenkamp en Jan Willem Bruins, later de drijvende krachten achter de Stichting tegen-Beeld, bekend van de Leidse muurgedichten.
In september 2013 opende De Meelfabriek in Leiden haar deuren voor een bijzondere manifestatie van hedendaagse kunst, georganiseerd door Meta Knol, directeur van Museum De Lakenhal en Mariska Beljon, kunsthistorica. De kunstenaars verbonden hun werk aan de rijke architectuur en geschiedenis van dit omvangrijke industriële erfgoed aan de Zijlsingel. Deelnemende kunstenaars waren: Maurice Braspenning, Iemke van Dijk, Hanneke Francken, Marjolein van Haasteren, Koen Hauser, Simone de Jong, Iede Reckman, Inge Reisberman, Maarten Overdijk & Flore de Koning, Guido Winkler en Izaak Zwartjes.

## De Meelfabriek en de wijkbewoners
Een aantal belanghebbende inwoners van de Oostelijke Binnenstad in Leiden die aan de voet van het complex wonen waren niet enthousiast over de herinrichting van het gebied. Zij vreesden voor een jarenlange bouw-, verkeers- en milieuoverlast en procedeerden tegen de plannen. Wel was men positief over de keuze voor behoud van de historische waarden. De Raad van State oordeelde in oktober 2007 dat het besluit om de Meelfabriek opnieuw tot ontwikkeling te brengen onherroepelijk werd verklaard. Belanghebbenden konden daarna nog wel participeren in hoe de omgeving van het terrein ingericht zou worden.

## Staat van het gebouw in 2013
Beelden van het gebouw uit het jaar waarin de herbestemming volgens plan zal beginnen

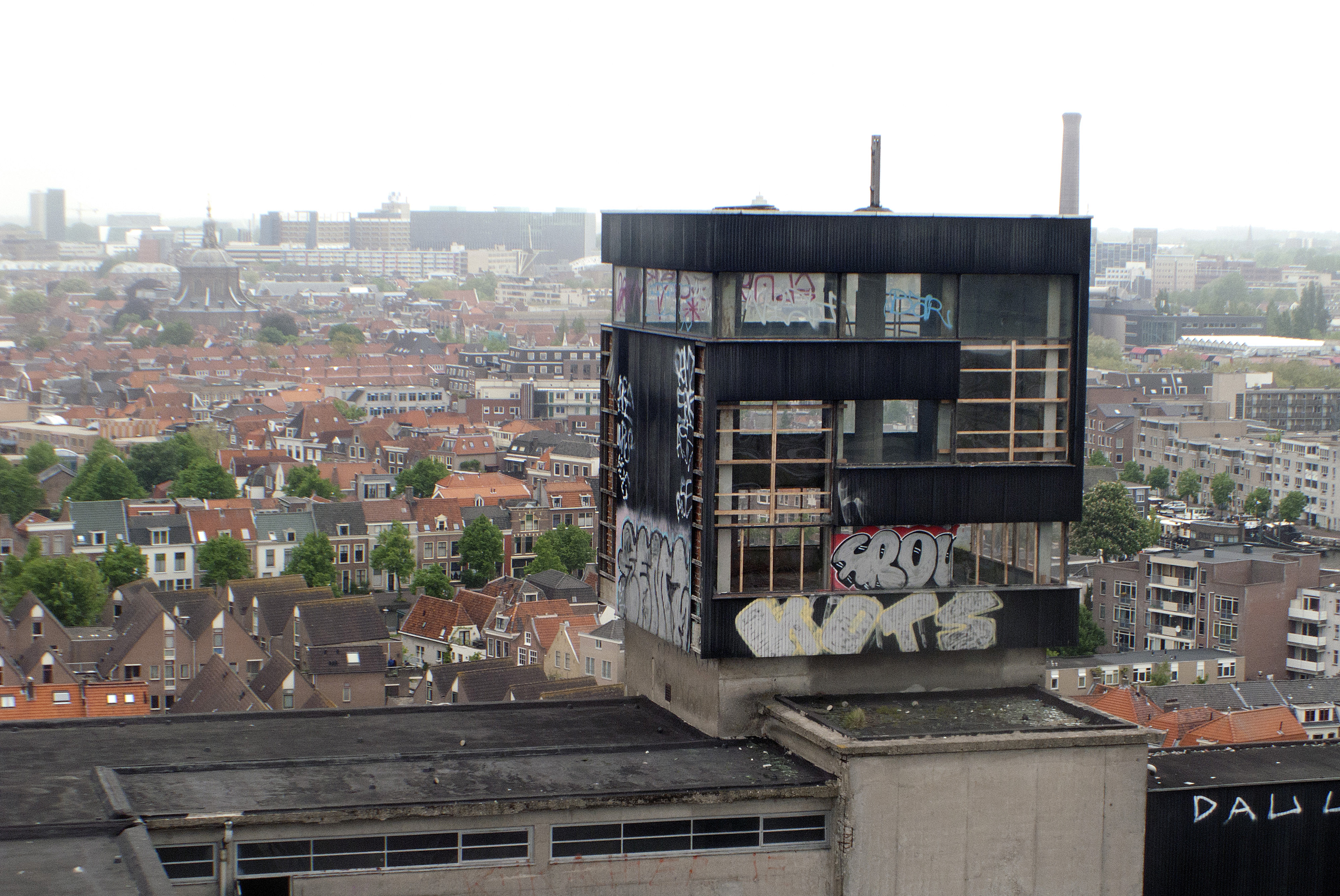
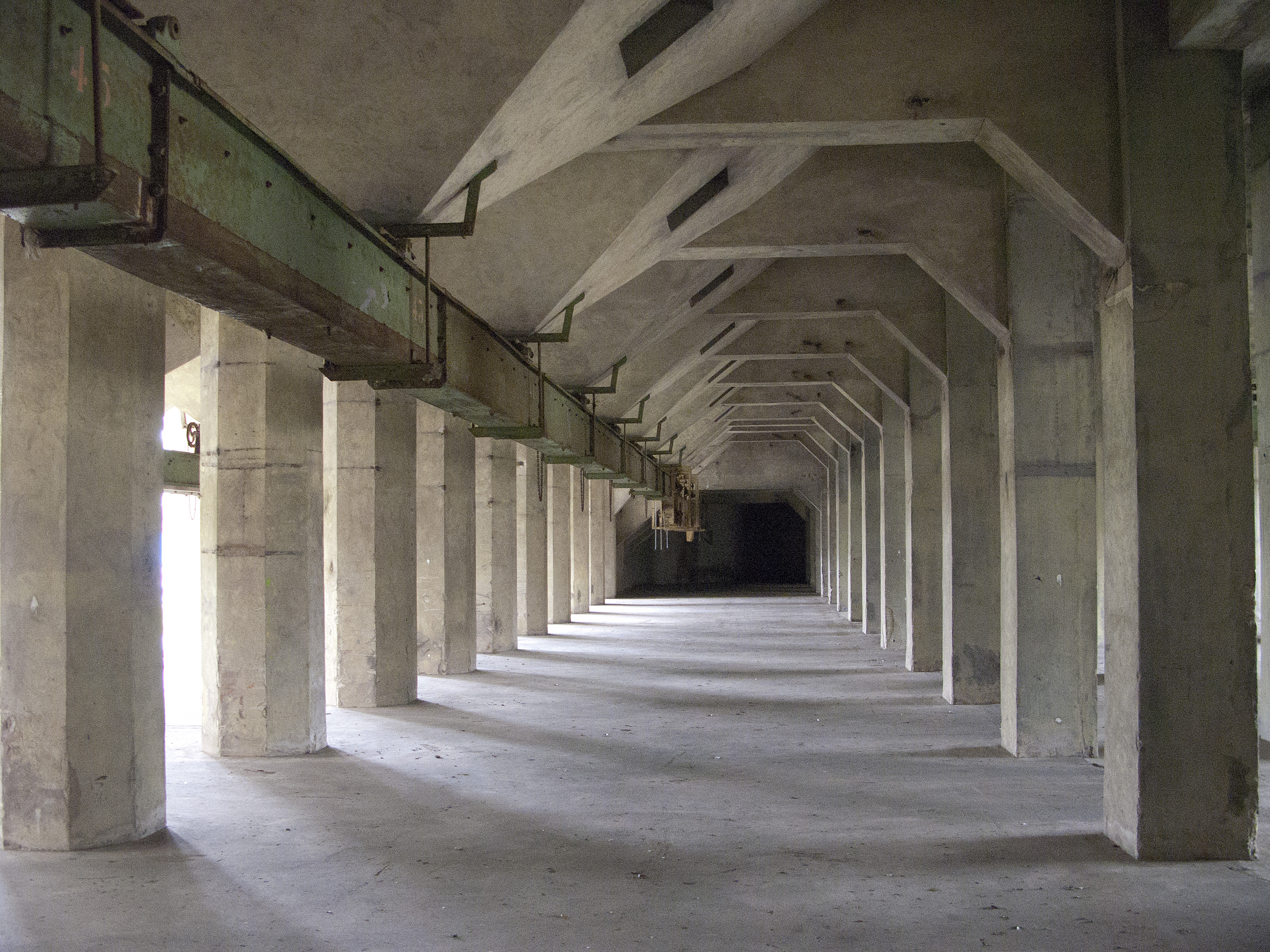
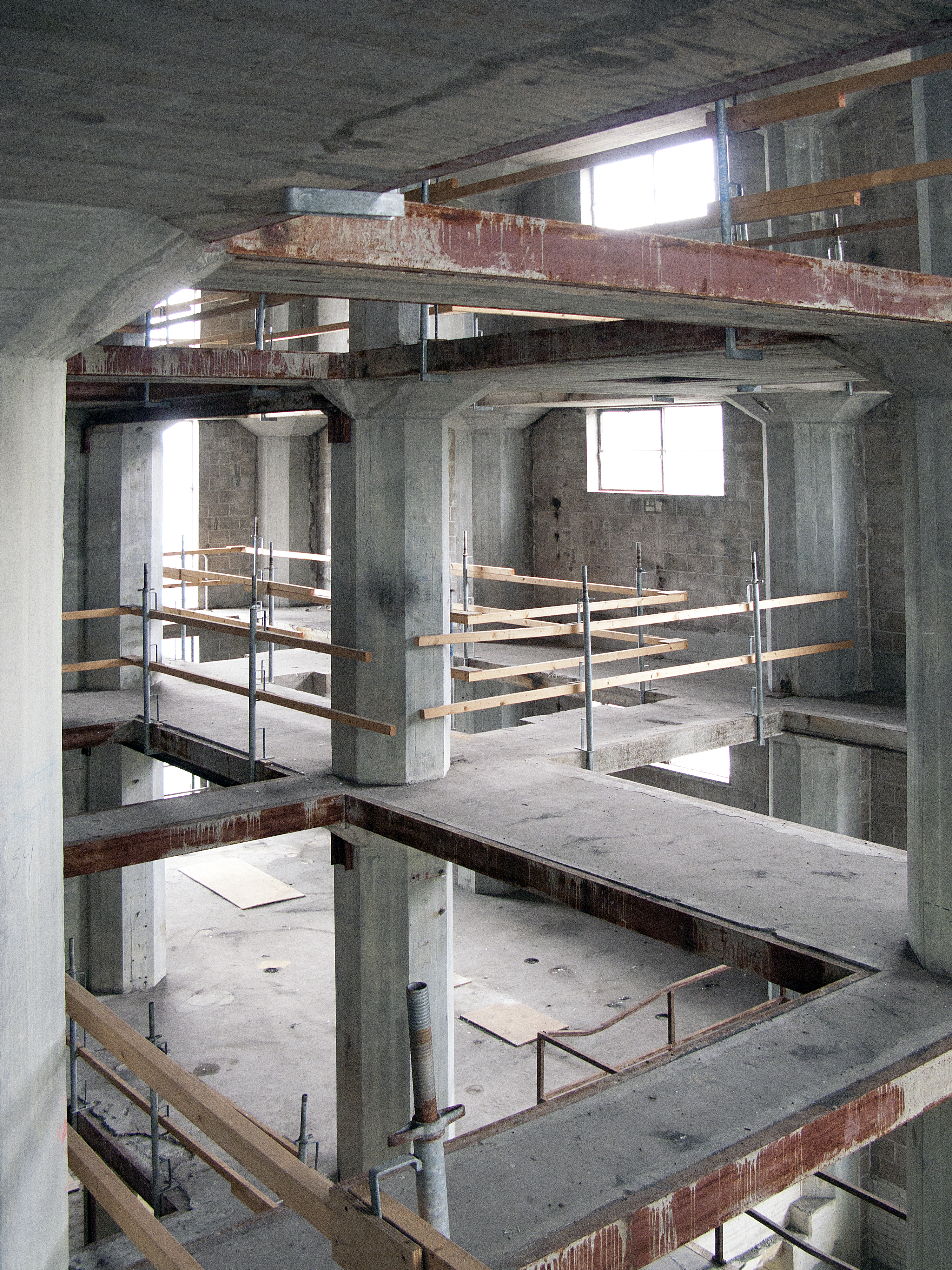
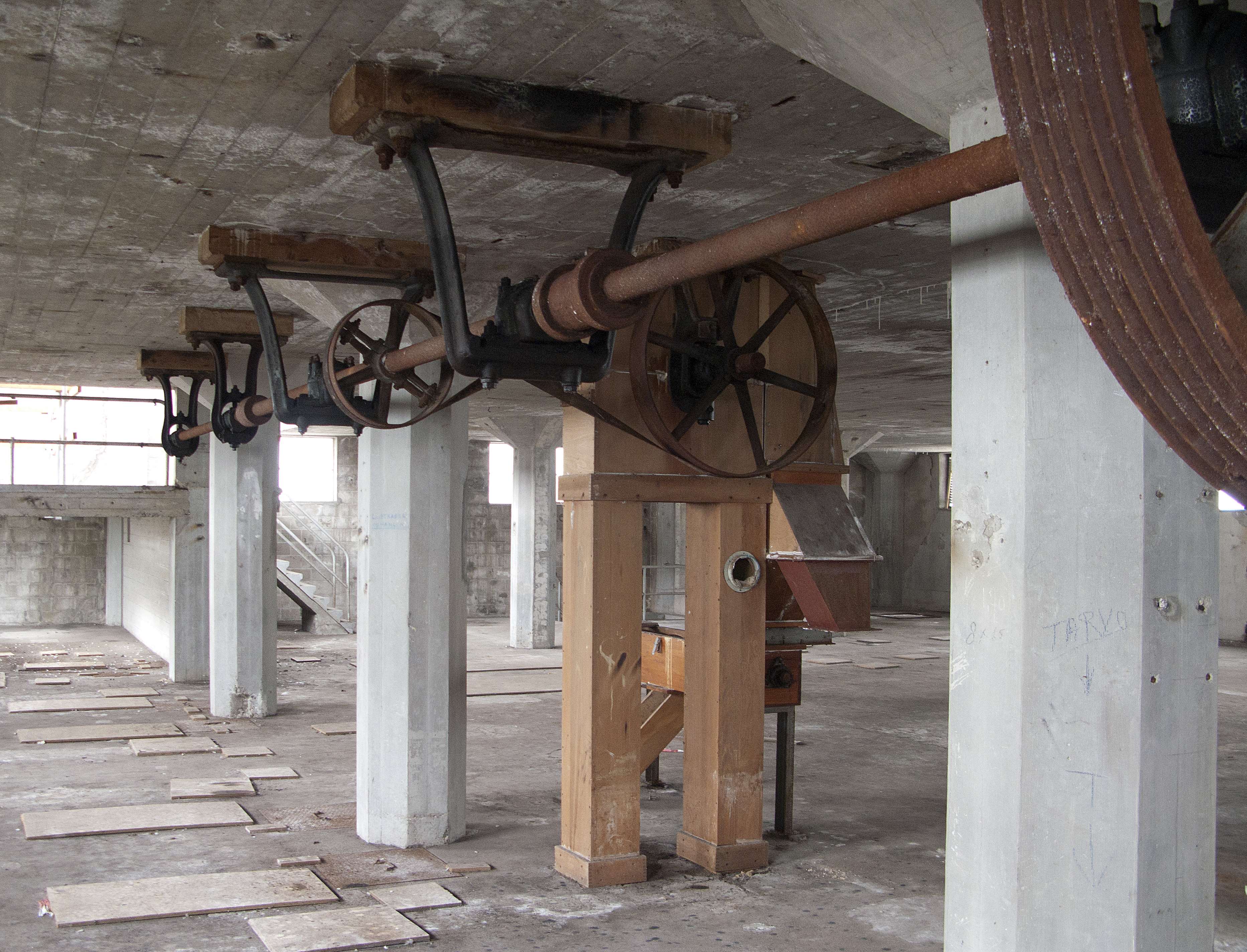
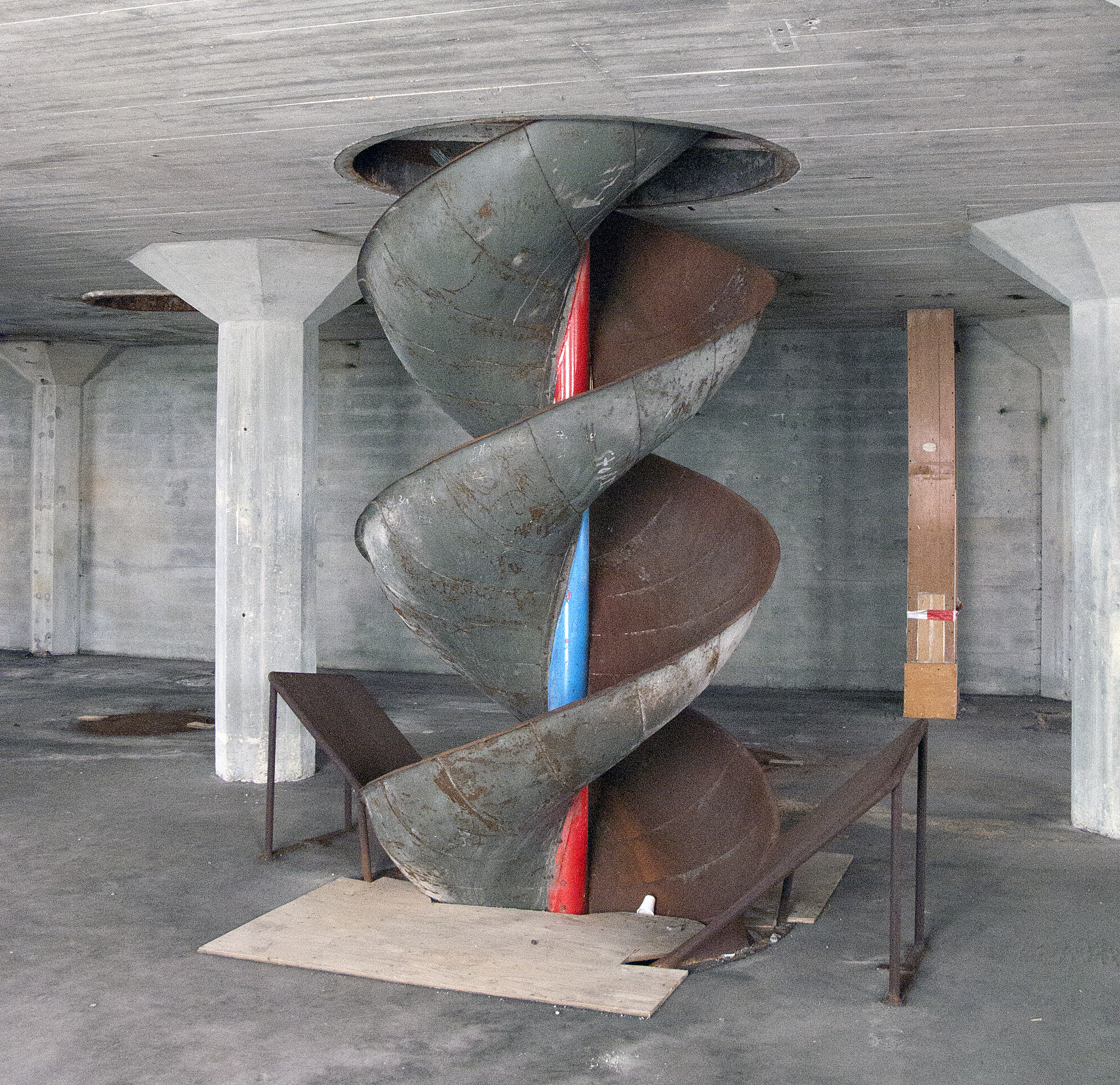
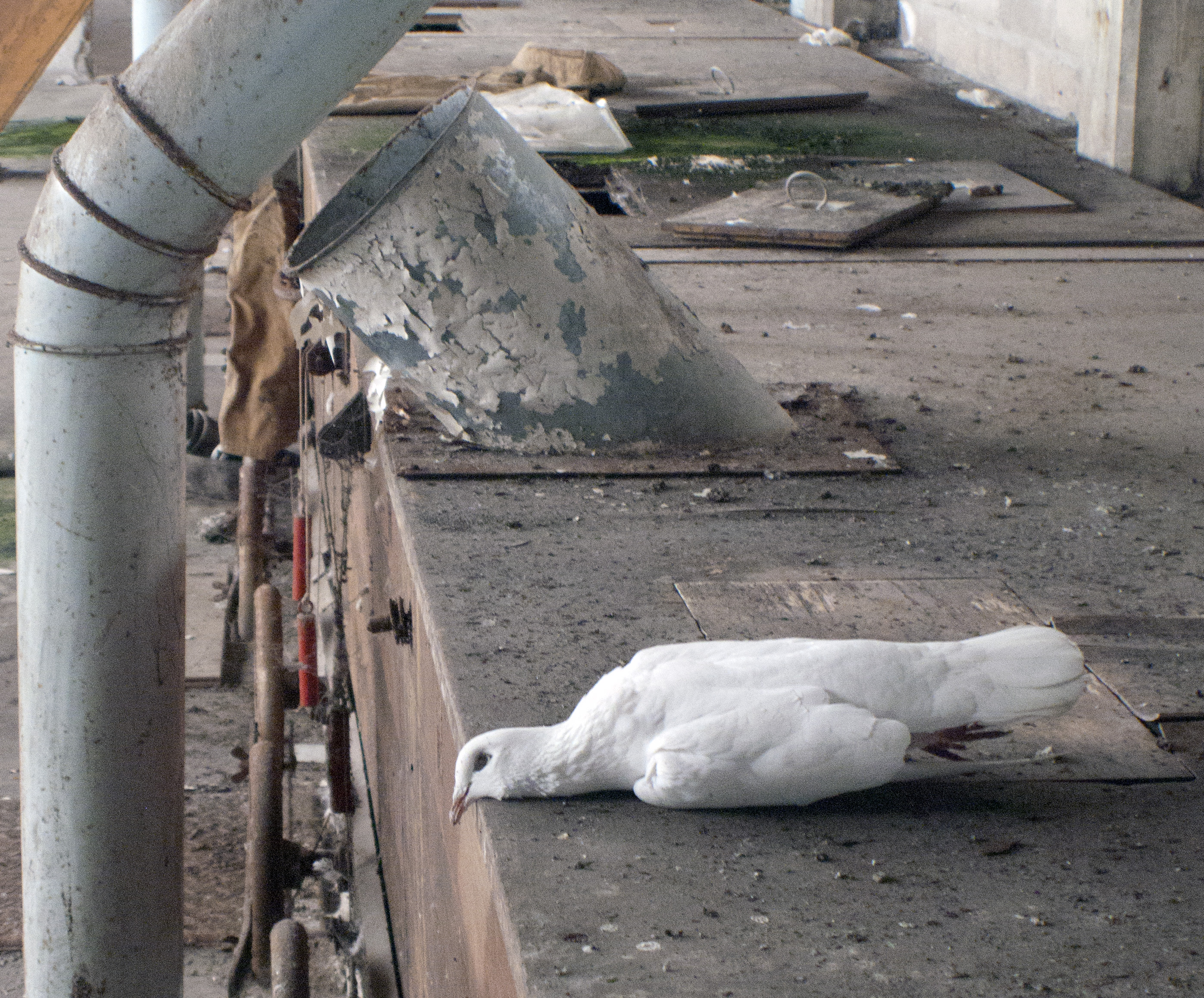
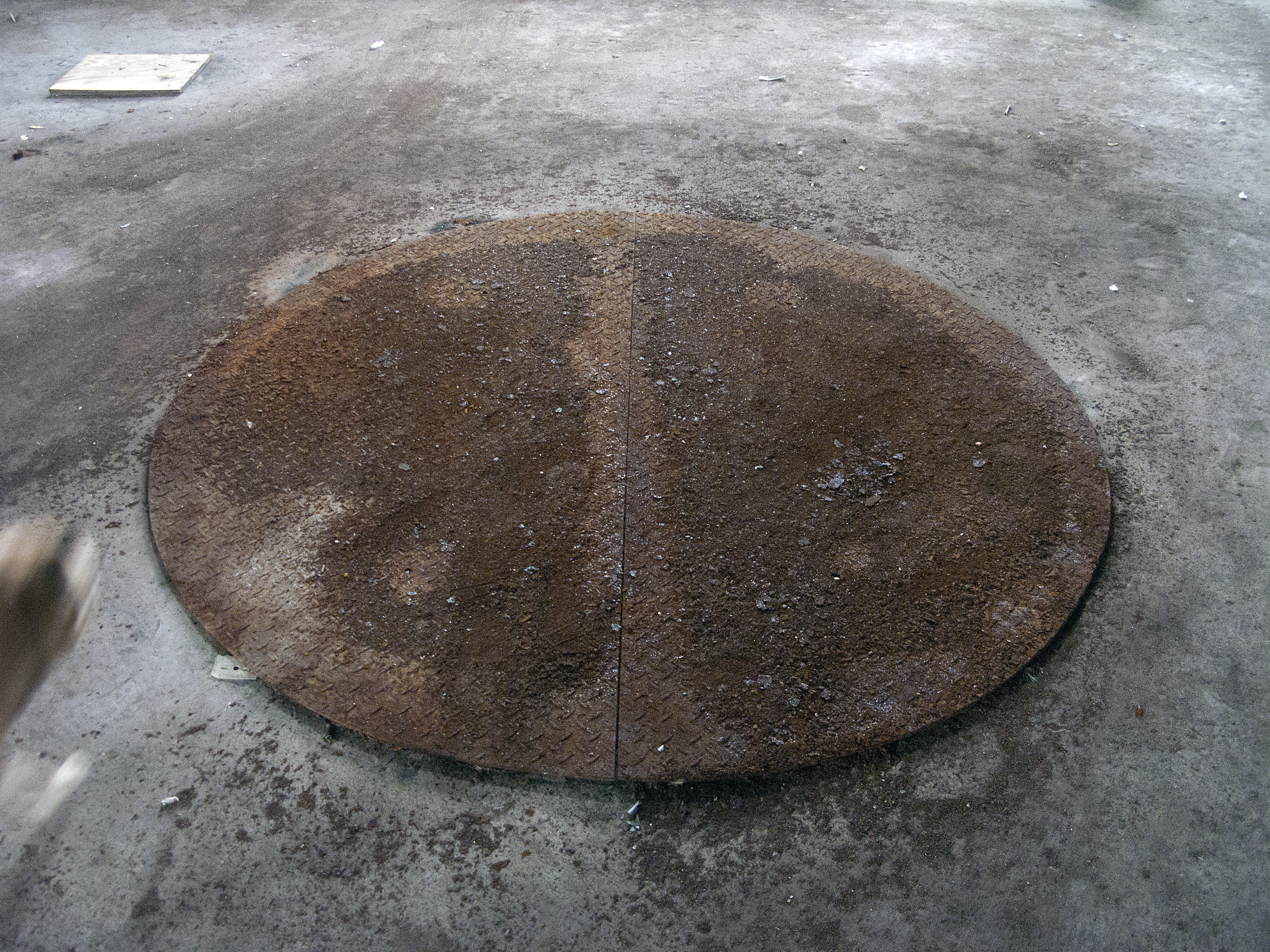
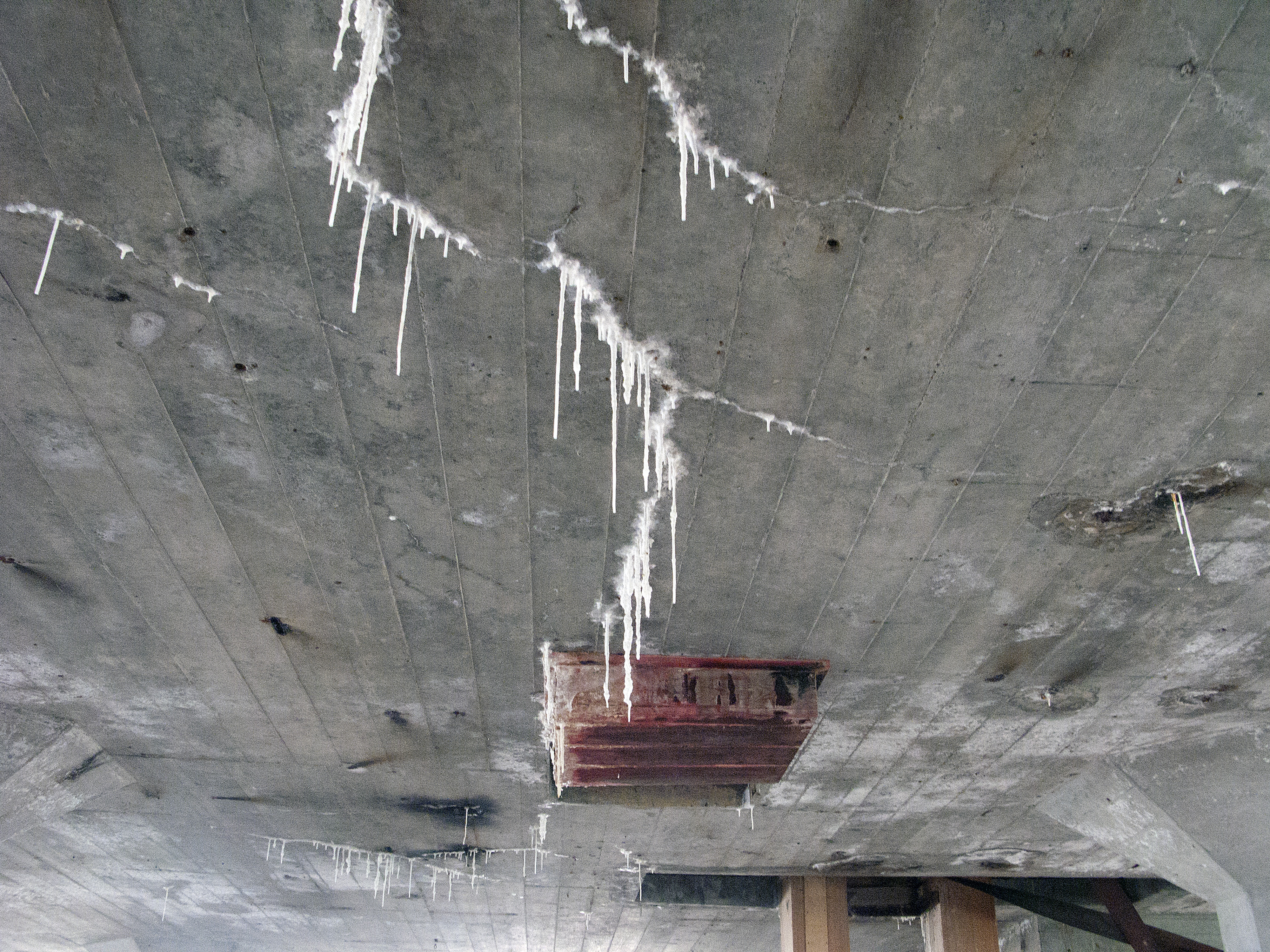

## Trivia
In 2004 vormde het complex het feestterrein voor de viering van het 38e lustrum van de Leidsche Studenten Vereniging Minerva.